# John Ray
John Ray (Black Notley, Essex, 29 de novembre de 1627 o 1628 - Black Notley, 17 de gener de 1705) va ser un eminent botànic anglès. Va estudiar a Cambridge el 1644 com a becari pobre (sub-becari). Era d'orientació religiosa més aviat orientada al puritanisme, però no estricte. Això li ocasionà problemes.
Atret per la botànica va fer el seu propi esquema de classificació taxonòmica i va tenir Francis Willughby per ajudant. El 1660 va publicar el Cambridge catalogue en el que descriu la vida de les plantes a la regió de la Universitat.
Per raons polítiques va dimitir de tots els seus càrrecs universitaris el 1662. El 1663 va partir a fer un viatge botànic i biològic per l'Europa continental.
El 1686 publicà la Historia generalis plantarum amb més de 18.000 plantes classificades per famílies o segons la seva morfologia, distribució i hàbitat i hi definí el concepte d'espècie.